# لوئیس روستو

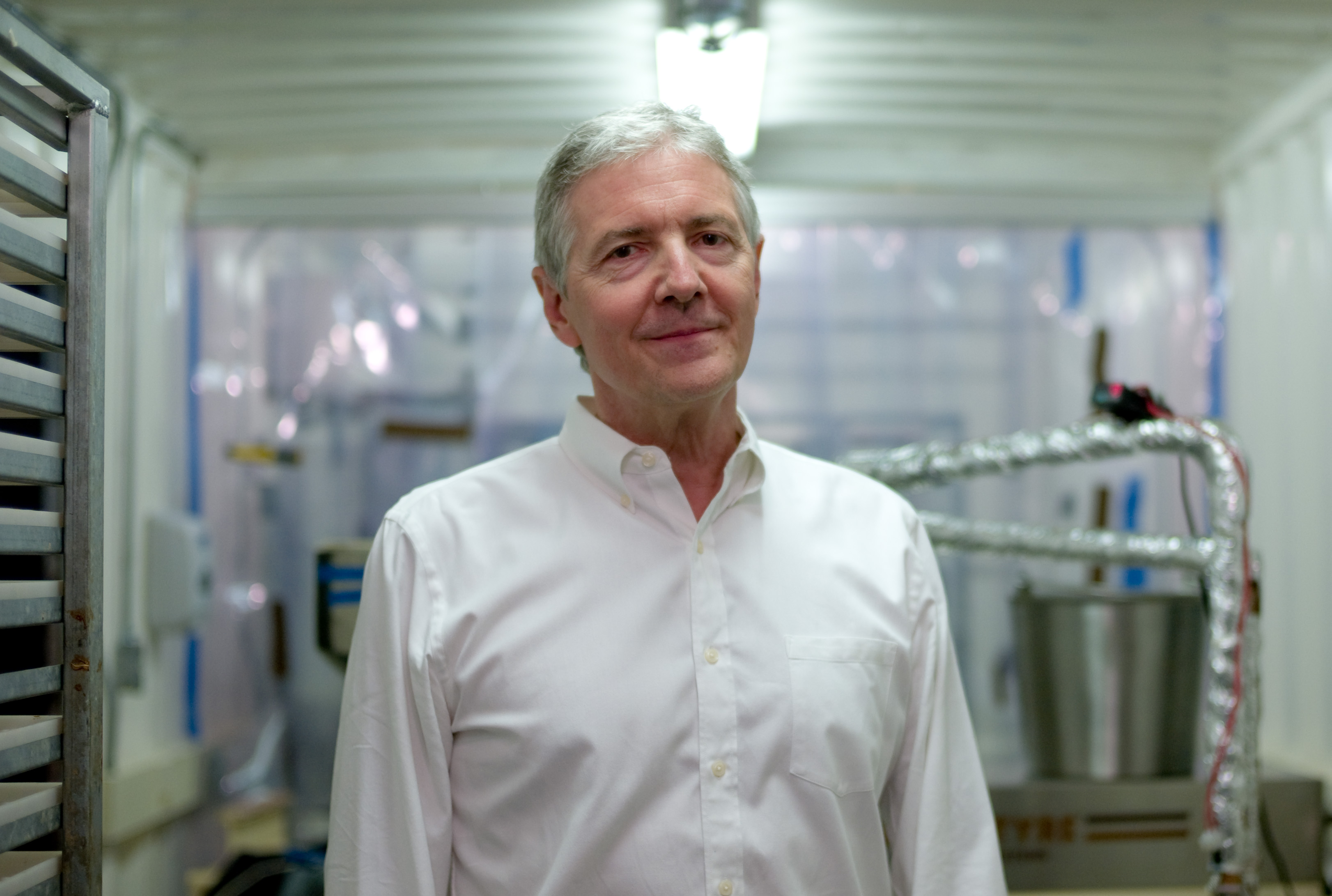
Louis Rossetto at TCHO 2008

لوئیس روستو (زاده ۱۹۴۹) یک خبرنگار ایتالیایی-آمریکایی و یک «لیبرتریان رادیکال» است. او بیش از هر چیز به عنوان بنیان‌گذار و ناشر سابق مجله وایرد شناخته می‌شود. در سال ۱۹۹۲،  کوین کلی توسط لوئیس روستو استخدام شد تا به عنوان سردبیر اجرایی مجله وایرد خدمت کند.